# John McNaughton
John McNaughton (Chicago, 13 gennaio 1950) è un regista, sceneggiatore e produttore cinematografico statunitense.

## Biografia
Prima di debuttare nel mondo del cinema, ha studiato fotografia al Columbia College di Chicago per poi abbandonare i corsi. Il regista è divenuto famoso dopo aver diretto e sceneggiato il film horror Henry, pioggia di sangue; dati gli elevati contenuti violenti, il film fu censurato per numerosi anni, e le prime distribuzioni si ebbero solamente nei primi anni novanta.
Tra i suoi successivi film si segnalano Sex Crimes - Giochi pericolosi e Crocevia per l'inferno, che sono riusciti a farsi notare anche fuori dagli Stati Uniti. McNaughton venne anche scritturato come regista de Nightmare on Elm Street: The First Murders: la sua partecipazione venne resa nota nel 2006, ma da allora nessuna informazione sul film è trapelata.

## Filmografia

### Regista

#### Cinema
- Dealers in Death (1984)
- Henry, pioggia di sangue (Henry: Portrait of a Serial Killer) (1986)
- Sesso, droga e Rock & Roll (Sex, Drugs, Rock & Roll) (1991)
- Il cacciatore di teste (The Borrower) (1991)
- Lo sbirro, il boss e la bionda (Mad Dog and Glory) (1993)
- Crocevia per l'inferno (Normal Life) (1996)
- Sex Crimes - Giochi pericolosi (Wild Things) (1998)
- Speaking of Sex (2001)
- The Harvest (2013)

#### Televisione
- Rebel Highway – serie TV (1994)
- Homicide, Life on the Street – serie TV (1994-1996)
- Firehouse – film TV (1997)
- Lansky - Un cervello al servizio della mafia (Lansky) – film TV (1999)
- Expert Witness – film TV (2003)
- Redliners – film TV (2004)
- Masters of Horror – serie TV, episodio La terribile storia di Haeckel (2006)
- John from Cincinnati – serie TV (2007)

### Sceneggiatore
- Henry, pioggia di sangue (Henry: Portrait of a Serial Killer) (1986)
- Condo Painting (2000)

### Produttore
- Henry, pioggia di sangue (Henry: Portrait of a Serial Killer) (1986)
- Speaking Of Sex (2001)